# LOM Ediciones
Lom Ediciones («Lom», en idioma yagán: «sol») es una editorial chilena, con sede en la ciudad de Santiago, fundada en 1990 por Paulo Slachevsky y Silvia Aguilera.
En 1994 la editorial firmó un convenio para la edición simultánea con otras editoriales internacionales: Ediciones Era de México, Ediciones Trilce de Uruguay y Txalaparta de España.
Hasta 2014 ha publicado más de 1400 libros de distintos géneros literarios, que incluyen sobre todo obras chilenas y latinoamericanas.
En su catálogo figuran destacados autores, tales como Pedro Lemebel, Enrique Lihn, Augusto Monterroso, Georges Perec y Claudio Bertoni entre varios otros.